# Kaskett
Kaskett war die Bezeichnung für verschiedene militärische Kopfbedeckungen.

## Allgemein
Während im Französischen das Wort casque bzw. casquet eigentlich alle Helmformen bezeichnete, verwendete man im deutschen Sprachraum den Begriff meist nur für Lederhelme des späten 18. Jahrhunderts. Nachdem der Uniformstil während der friderizianischen Epoche weitgehend gleich geblieben war, begann man in einigen Armeen mit neuen Uniformtypen zu experimentieren. Neben Einheitsuniformen sollte auch Materialersparnis Kosten minimieren. Zudem sollten die neuen Uniformen praktisch und formschön sein.
Als Kopfbedeckung wählte man oft einfache Lederhelme, die mehr Schutz gegen Säbelhiebe boten als der Dreispitz, aber billiger waren als die aufwändigen Grenadiermützen. Manche Modelle waren mit einem Schirm versehen, andere nicht. Viele Helme hatten einen Roßhaarschweif nach antikem Vorbild, wie z. B. in Württemberg und Bayern (dort als „Rumford-Kaskett“). In Hannover waren daneben Kasketts auch mit Raupe anzutreffen. Für alle diese Helmtypen bürgerte sich, trotz ihrer Unterschiedlichkeit, der Begriff Kaskett ein. Sämtliche Spielartern des Kasketts erwiesen sich jedoch als ästhetisch unbefriedigend und oft auch als ausgesprochen unpraktisch. Während der Koalitionskriege wurden sie meist wieder durch Hüte und neu gestaltete Grenadiermützen ersetzt. Am Ende trat der einfacher herzustellende Tschako an die Stelle des Kasketts.
Offiziere hatten ohnehin in den meisten Armeen ihre Hüte behalten. Lediglich in Bayern hielt sich das zum Raupenhelm fortentwickelte Kaskett fast für das gesamte Heer bis 1886.

### Russland
Ein Lederkaskett gehörte spätestens ab 1700 zur Großen Uniform der ältesten russischen Garde-Infanterieregimenter (Preobraschenski, Semjonowski, Ismailowski). Es verfügte einen hohen, mit dem russischen Doppeladler geschmückten, Vorderschild und einen tief gezogenen Nackenschirm. Auf der Helmglocke sowie im Nackenbereich befanden sich je eine Halterung zur Befestigung einer anfangs weißen (und rot geränderten), dann roten Straußenfeder (Unteroffiziere rot-weiß). Ab 1756 erhielt das Kaskett einen neuen Vorderschild aus Gelbmetall, nach Machart der zuckerhutörmigen Grenadiermütze aus Stoff. Das neue Modell wurde auch bei den Liniengrenadieren zu Fuß und zu Pferde eingeführt, wo es die dort getragenen Stoffmützen nach westlichem Muster kurzzeitig verdrängte. Das Stoffmodell mit Metallschild kehrte bereits 1759 zurück und wurde jetzt von den Garde-Grenadieren übernommen. Die Stoffversion war nun auch für die Offiziere verpflichtend, die bis dahin stets den Dreispitz getragen hatten. Von der Einführung der Potemkin-Uniform zwischen 1786 und 1796 blieb die Garde zwar ausgenommen, doch verordnete man 1802 den Garde-Grenadieren ein Kaskett ganz ähnlich dem Potemkinschen Muster (etwas höher und mit nur einem Tuchstreifen im Nacken). Das Kaskett wich auch in der Garde dem 1812 allgemein eingeführten Kiewer Tschako.
Das Eisenkaskett der Chevaliergarde glich einer Zischägge und konnte ebenfalls mit einer (schwarzen) Straußenfeder geschmückt werden.
Die russischen Jägerregimenter trugen seit 1763/65 ein schlichtes Filzkaskett mit hochgeschlagenem Vorder- und Nackenschild. Der Vorderschild war mit Borte eingefasst, links wurde ein kurzer Federbusch getragen. Die Kappe ähnelte dem 1767 eingeführten österreichischen Modell, dem jedoch der Nackenschild fehlte und dessen Vorderschild ledern war. Nach Einführung der Potemkin-Uniform trugen auch die russischen Jäger bis 1796 den Filzhelm mit (schwarzer) Querraupe und zwei in den Nacken hängenden (grünen) Tuchbändern (Offiziere ohne Nackenbänder). Allein die Jäger der drei Garde-Infanterieregimenter trugen ab 1786 davon abweichende Kopfbedeckungen: eine nach oben konisch zulaufende Mütze (Preobraschenski), eine Konfederatka (Semjonowski) oder ein Lederkaskett, das jenem englischer Dragoner glich (Ismailowski).

### Frankreich
Die 1743 aufgestellten Volontaires de Saxe machten das rossschweif-besetzte Messingkaskett während des Österreichischen Erbfolgekriegs populär. Den Helm à la Schomberg übernahmen in den 1750er Jahren die englischen Dragoner, wenn auch in abgewandelter Form (mit erhöhtem Vorderschild aus buntem, versteiftem Stoff). In Frankreich wurde das Kaskett erst im Dezember 1762 Teil der neuen Dragoneruniform.
Das Casquette d'Afrique war kein Helm, sondern eine vorne etwa 16 cm (hinten 19 cm) hohe, versteifte rote Stoffmütze. Seit 1833 wurde sie  im Feld als Alternative zum schweren Tschako getragen, seit 1846 nur noch von den Chasseurs d'Afrique. In Form und Machart ein Vorläufer des niedrigerem Képis, machte es diesem 1852 Platz.

### Österreich-Ungarn
In Österreich hieß die von der schweren Kavallerie bis zu Beginn des 18. Jahrhunderts getragene Zischägge alternativ Casquet. Dieses Kaskett hatte mit der 1767 neu aufgekommenen Kopfbedeckung der Füsilier-Regimenter, der Grenz-Infanterie und später auch bei den Chevaulegers nur den Namen gemeinsam. Es bestand aus einer schirmlosen, schwarzledernen Kappe, mit einem darüber hinaus ragenden, oben gerundeten ledernen Vorderschild. Den Vorderschild zierte das Herrschermonogramm (sog. Allerhöchster Namenszug). Der obere Rand des Kappendeckels war anfangs mit  weißer Borte (Mannschaften) bzw. Metall (weiß für Unteroffiziere, gold für Oberoffiziere) eingefasst, ebenso der Vorderschild seitlich und oben. Auf dem Frontschild ersetzte 1790 eine ovale Tombakplatte mit eingestanztem doppelköpfigen Adler das bis dahin gezeigte Herrschermonogramm. 1798 trat in Gestalt eines ledernen Raupenhelms ein gänzlich neues Kaskett an die Stelle des alten. Das Raupenkaskett hielt sich bis 1809, bevor es der ab 1806 eingeführte Tschako vollends verdrängte.

### Preußen
In der preußischen Armee bezeichnete man einen durch Friedrich Wilhelm II. 1787 für Mannschaften und Unteroffiziere eingeführten, kleinen, quer getragenen Zweispitz aus Filz als Kaskett. Die Vorderkrempe zeigte je nach Waffengattung unterschiedliche Abzeichen oder das königliche Monogramm, während die Hinterkrempe bei Regen als Nackenschutz heruntergeschlagen werden konnte. Unter seinem Nachfolger Friedrich Wilhelm III. kehrte man 1798 bereits wieder zur allgemeinen Hutmode zurück, der die Uniform der Offiziere ohnehin folgte. Die Füsiliere trugen seit 1801 den Tschako, ab 1807 auch alle übrigen Fußtruppen, sowie die Artillerie und Teile der Kavallerie.

## Galerie

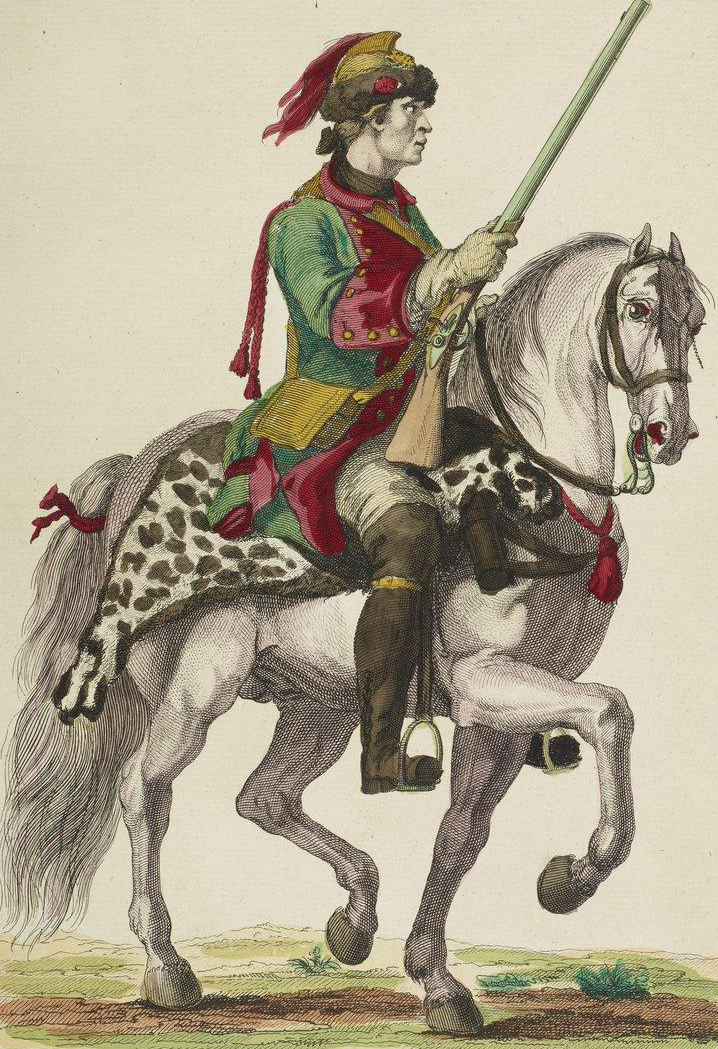
Französischer Dragoner der Volontaires de Saxe, mit pelzverbrämten, schirmlosen Messingkaskett (1743)
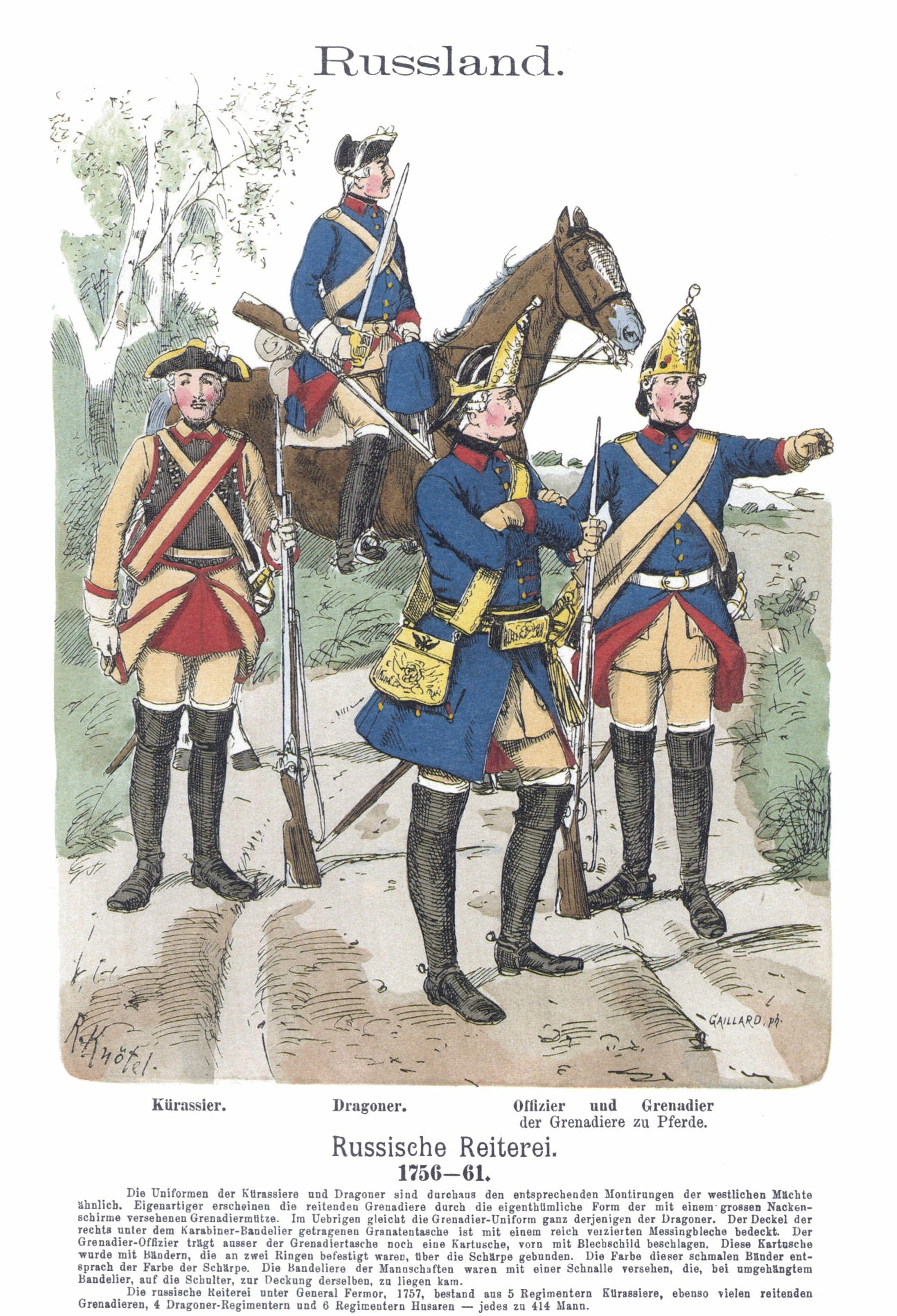
Russische Grenadiere zu Pferde (rechts), das Kaskett mit langem Nackenschirm (1756). Farbtafel von Richard Knötel
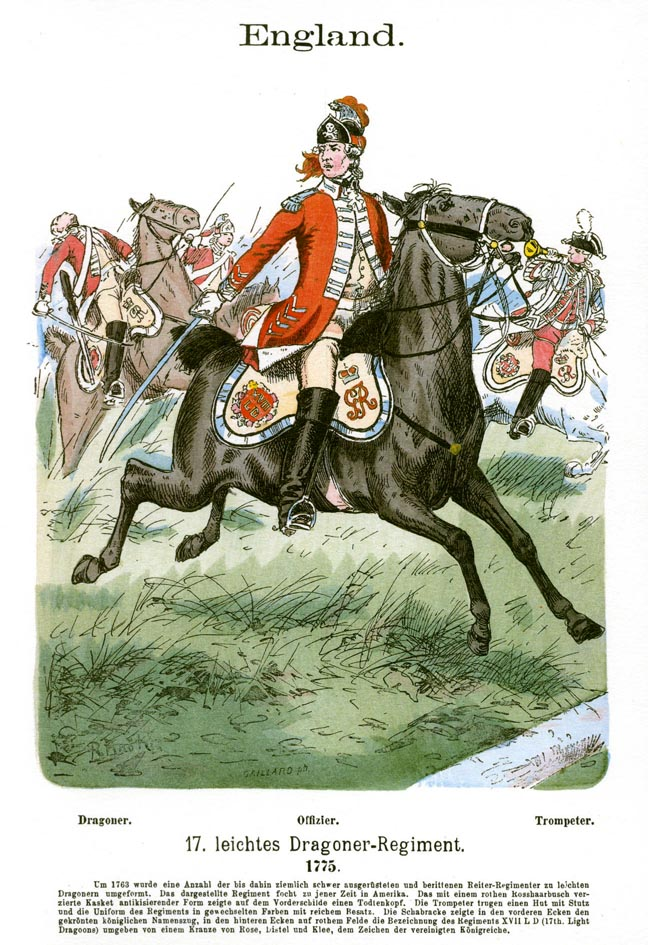
Englische Dragoner, das Kaskett ohne Augenschirm, mit rotem Rosshaarschweif (1775)
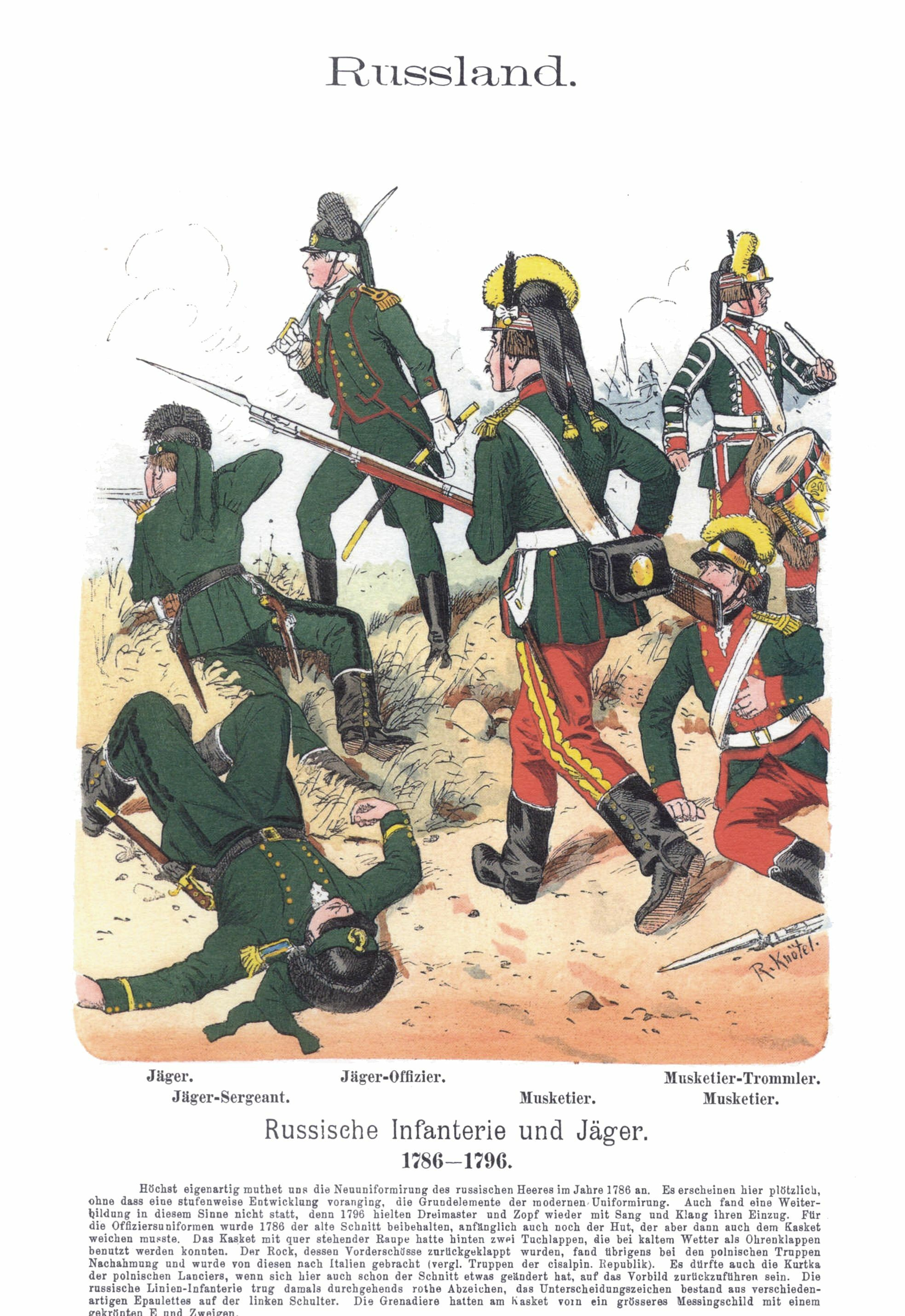
Russische Fußtruppen in Potemkin-Uniform (1786–96)
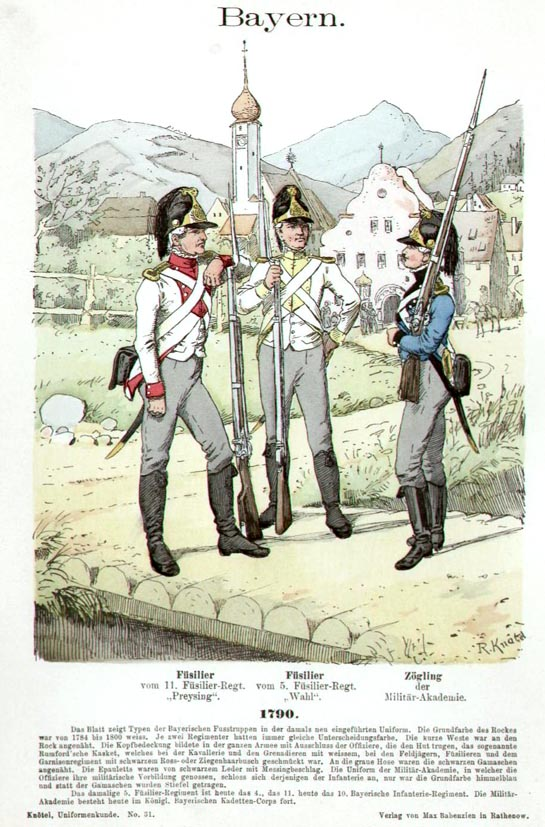
Bayerisches Militär mit dem sogenannten Rumford-Kaskett (1790)
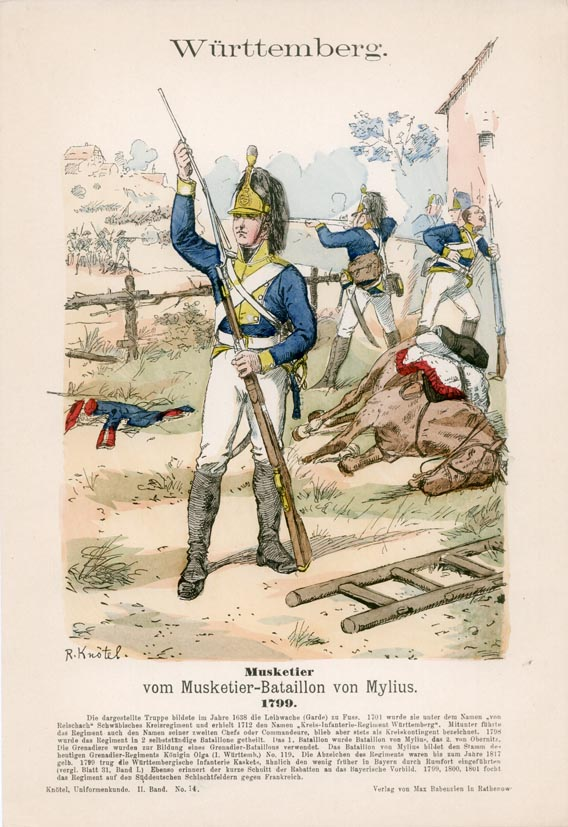
Württembergischer Musketier des Bataillons von Mylius (1799)
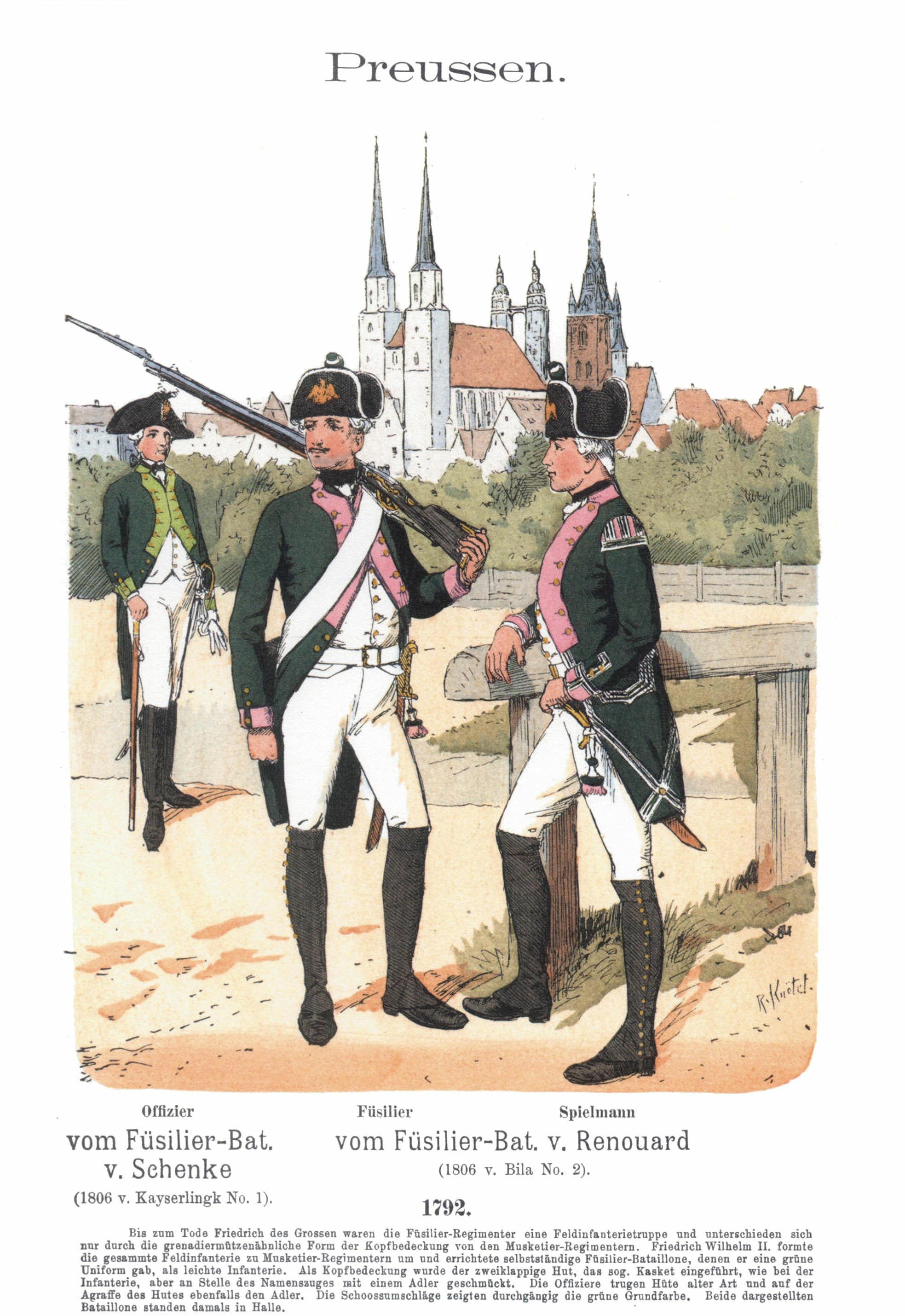
Preußische Füsiliere mit Kaskett, der Offizier links mit Zweispitz (1792)
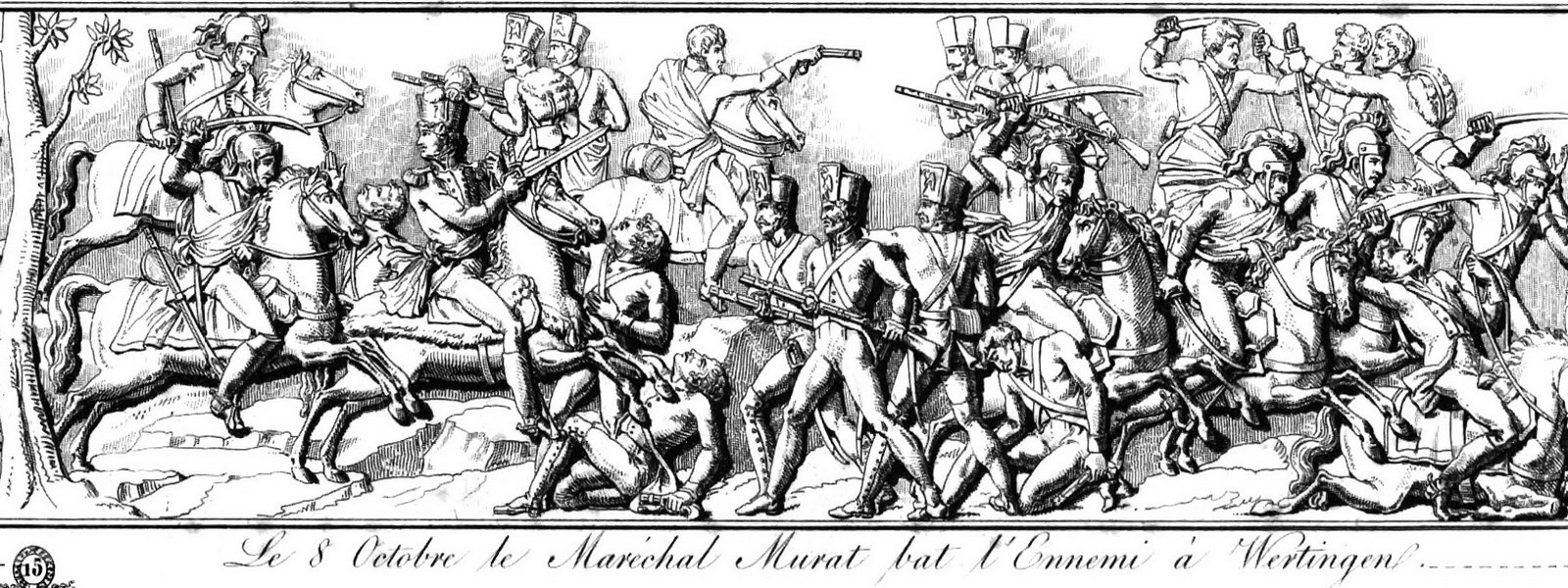
Schlacht bei Wertingen (1805), in Bildmitte und Hintergrund österreichische Füsiliere (alle nach links blickend), fälschlich (?) dargestellt mit Kaskett statt mit dem 1798 eingeführten Raupenhelm, Relief von 1822